# Marley Shelton

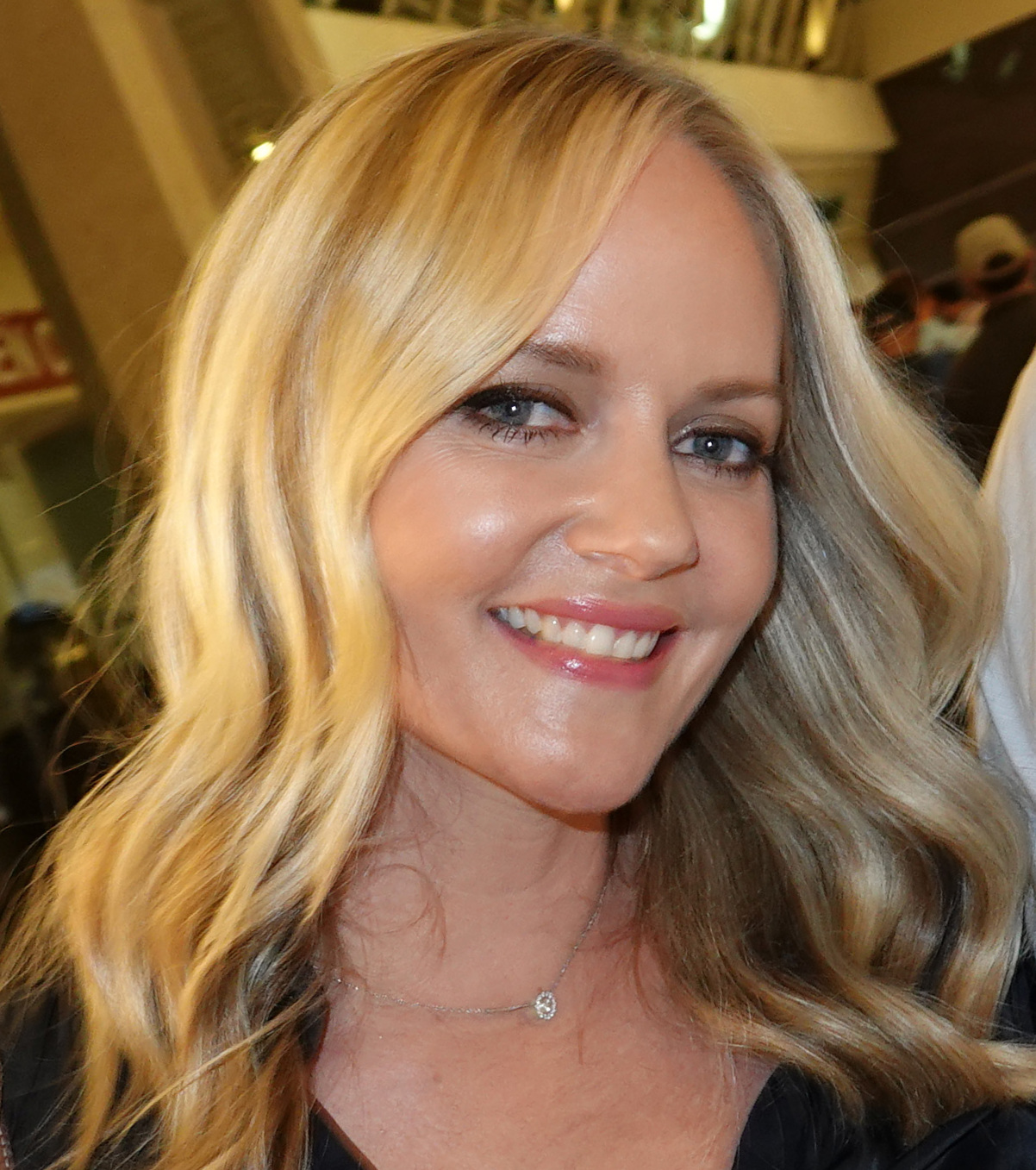
Marley Shelton (2018)

Marley Eve Shelton (* 12. April 1974 in Los Angeles, Kalifornien) ist eine US-amerikanische Schauspielerin.

## Leben und Karriere
Shelton wurde der Beruf der Schauspielerin geradezu in die Wiege gelegt. Als Tochter des Produzenten und Werbefilmers Christopher Shelton war es einfach für sie, in die Filmindustrie zu gelangen, obwohl sie zunächst nicht daran interessiert war, ein Leben auf der Bühne zu führen.
Letztlich stieg sie jedoch in die Film-Industrie ein und spielte noch vor ihrem Studium an der University of California in dem Film Grand Canyon – Im Herzen der Stadt mit. Um ihr Studium zu finanzieren, nahm Shelton kleinere Rollen in Film und Fernsehen an, unter anderem auch 1995 in Nixon. Shelton erlangte 1998 ihren internationalen Durchbruch an der Seite von Tobey Maguire in Pleasantville – Zu schön, um wahr zu sein und 1999 an der Seite von Renée Zellweger in Der Junggeselle. 1999 spielte sie neben Dennis Hopper eine recht freizügige und verruchte Rolle in Evil Affairs. 2000 spielte sie die Hauptrolle in der Teenager-Komödie Sugar & Spice neben Mena Suvari. Die Rolle des schwangeren Cheerleaders Diane Weston half ihr jedoch nicht zum großen Sprung nach Hollywood. 2001 übernahm sie eine Rolle in dem Thriller Schrei wenn du kannst. Auch diese Rolle ging schnell unter. 2005 war Shelton in dem Film Sin City in einer Nebenrolle unter anderem neben Jessica Alba, Bruce Willis und Clive Owen zu sehen. 2007 spielte sie in den Filmen Planet Terror und Death Proof Grindhouse von den Regisseuren Robert Rodriguez und Quentin Tarantino mit. 2009 spielte sie in A Perfect Getaway neben Milla Jovovich. 2011 spielte sie unter anderem neben Courteney Cox, Neve Campbell, David Arquette und Hayden Panettiere die Rolle der Deputy Judy Hicks in Scream 4.
Seit 2001 ist sie mit dem Produzenten Beau Flynn verheiratet.

## Filmografie (Auswahl)
- 1991: Grand Canyon – Im Herzen der Stadt (Grand Canyon)
- 1993: Herkules und die Sandlot-Kids (The Sandlot)
- 1994: Tod eines Cheerleaders (A Friend To Die For, Fernsehfilm)
- 1994: Hercules im Reich der toten Götter (Hercules in the Underworld, Fernsehfilm)
- 1995: Nixon
- 1996: Todesdiät – Der Preis der Schönheit (When Friendship Kills, Fernsehfilm)
- 1997: Die Krieger des Tao-Universums (Warriors of Virtue)
- 1997: No Night Stand (Trojan War)
- 1998: Pleasantville – Zu schön, um wahr zu sein (Pleasantville)
- 1999: Ungeküsst (Never Been Kissed)
- 1999: Der Junggeselle (The Bachelor)
- 2001: Sugar & Spice
- 2001: Schrei wenn Du kannst (Valentine)
- 2001: Bubble Boy – Leben hinter Plastik (Bubble Boy)
- 2002: Just a Kiss
- 2003: Uptown Girls – Eine Zicke kommt selten allein (Uptown Girls)
- 2003: Grand Theft Parsons
- 2005: Sin City
- 2006: American Dreamz – Alles nur Show (American Dreamz)
- 2006: Der letzte Kuss (The Last Kiss)
- 2007: Death Proof – Todsicher (Grindhouse: Death Proof)
- 2007: Planet Terror (Grindhouse: Planet Terror)
- 2007: The Fifth Patient
- 2008: W. – Ein missverstandenes Leben (W.)
- 2008–2009: Eleventh Hour – Einsatz in letzter Sekunde (Eleventh Hour, Fernsehserie, 18 Episoden)
- 2009: Women in Trouble
- 2009: A Perfect Getaway
- 2009: Der große Traum vom Erfolg (The Mighty Macs)
- 2009: (Untitled)
- 2010: Elektra Luxx
- 2011: Harry’s Law (Fernsehserie, Episode 2x05 Bad to Worse)
- 2011: Scream 4
- 2014: Decoding Annie Parker
- 2014: The Lottery (Fernsehserie, 10 Episoden)
- 2015: Die Vorsehung (Solace)
- 2016: Heaven Sent (Fernsehfilm)
- 2018: Rampage – Big Meets Bigger (Rampage)
- 2018: Rise (Fernsehserie, 10 Episoden)
- 2019: Dirty John (Fernsehserie, Episode 1x07 Army of God)
- 2020: Manhunt (Fernsehserie, Episode 2x06 Chivalry)
- 2022: Scream
- 2022–2025: 1923 (Fernsehserie)
- 2024: Tracker (Fernsehserie, Episode 1x04 Mt. Shasta)
- 2024–: Matlock (Fernsehserie)